# Chơi chuyền
Chơi chuyền, hay còn gọi là Đánh chắt đánh chuyền, Đánh thẻ, Đánh chuyền - là một trò chơi dân gian phổ biến với trẻ em Việt Nam, đặc biệt là các bé gái. Tuy nhiên, khi những trò chơi hiện đại ra đời, thì chơi chuyền cũng giảm bớt sức hấp dẫn đối với các bạn nhỏ.